# Luís Guerreiro

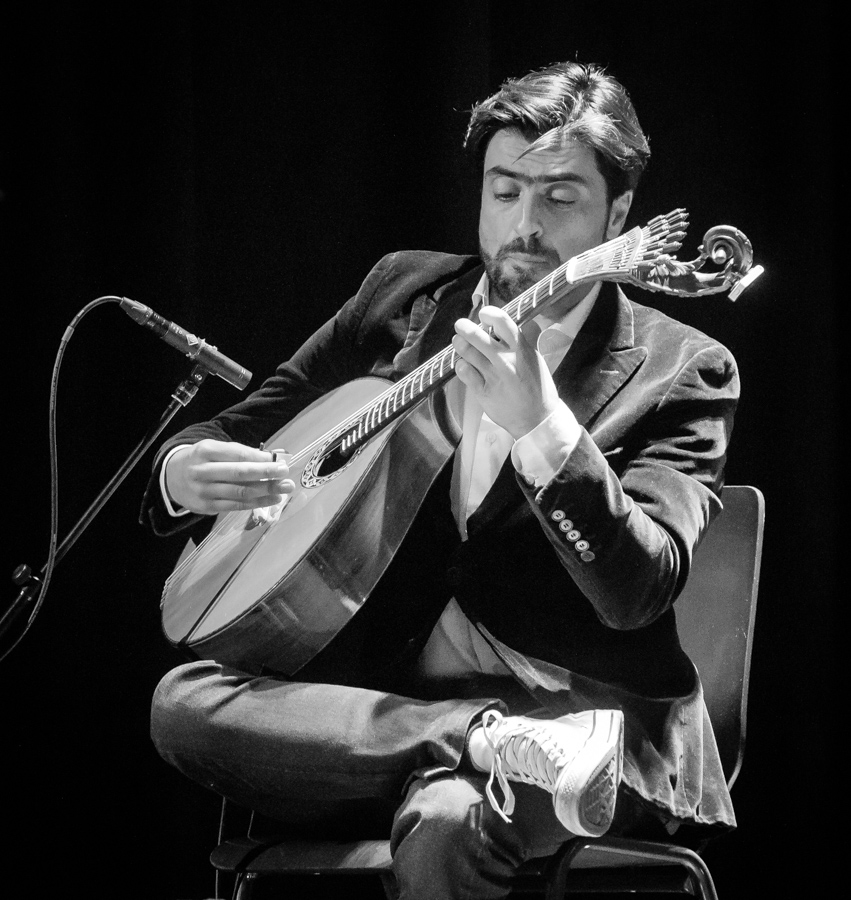
Luís Guerreiro, Cosmopolite 2018

Luís Guerreiro é um guitarrista português, actualmente é um dos expoentes da guitarra portuguesa contemporânea.
Foi por influência do pai que se lhe despertou a curiosidade para este instrumento musical, e consequentemente para o fado, recebendo com apenas 10 anos pela mão deste, a sua primeira guitarra. Seguiu-se uma incursão numa academia de música em Alcoitão, onde veio a conhecer António Parreira, com quem começou a ter aulas particulares.
Surgiu em seguida a oportunidade de tocar no Forte Dom Rodrigo, inicialmente como convidado, posteriormente substituindo António Parreira sempre que este se encontrava ausente. E durante três anos consecutivos participou em concursos organizados pela Academia da Guitarra Portuguesa. Passou por algumas das principais casas de fado de Lisboa, incluindo Adega Machado. Tocou para fadistas como Maria Amélia Proença ou Celeste Rodrigues.
Em 2001 dá o seu primeiro concerto individual no CCB, tocando a sua guitarra portuguesa. No mesmo ano, surge o primeiro contacto com Mariza, vindo a integrar de forma permanente o elenco de músicos da artista a partir de Fevereiro de 2003. Entre os palcos que já pisou como guitarrista de Mariza, constam o Royal Albert Hall, Londres, a Ópera de Sydney, Sydney, o Grande Auditório do CCB, Lisboa, o Walt Disney Concert Hall, Los Angeles, o Carnegie Hall, Nova Iorque, e o Pavilhão Atlântico, Lisboa.
O trabalho de Luís Guerreiro ficou também documentado no museu do fado, num painel onde se exibem as fotos dos virtuosos da guitarra portuguesa, e no documentário da BBC, Mariza and the Story of Fado concretizado em 2005.
Luís Guerreiro acompanha em 2012 a fadista Carminho.